# Gaspar de Velasco y la Cueva
Gaspar de Velasco y la Cueva, IX conde de Siruela desde 1649, señor de la villa de Roa y su tierra, de los valles de Cervera y Pernía, Castrejón, Villalobón y del estado de Agoncillo y casa de Medrano en La Rioja.
Hijo de Gabriel de Velasco y la Cueva y de Victoria Pacheco y Colona, fue canónigo y dignidad de la Iglesia de Cuenca y en 1633 rector de la Universidad de Salamanca.
Murió en 1651, sucediéndole al frente del condado su hermana Ana María Velasco de la Cueva.